# Łącznik ręczny
Łącznik ręczny – łącznik elektryczny niskiego napięcia. Łączniki ręczne stanowią grupę łączników, które sklasyfikowano ze względu na napęd styków ruchomych. Zmianę położenia styków dokonuje się ręcznie. Pozostałą grupę łączników niskiego napięcia stanowią łączniki automatyczne (samoczynne). Ze względu na sposób działania i zastosowanie łączniki ręczne można podzielić na: łączniki instalacyjne, łączniki wtykowe, łączniki warstwowego, łączniki drążkowe i przyciski